# Trilok
Trilok ist ein männlicher Vorname.

## Herkunft und Bedeutung
Indien: die drei Worte (Himmel, Erde, Hölle)

## Bekannte Namensträger
- Trilok Gurtu (* 1951), indischer Perkussionist
- Trilok Nath Seth (* um 1930), indischer Badmintonspieler